# Drážďanská parková železnice

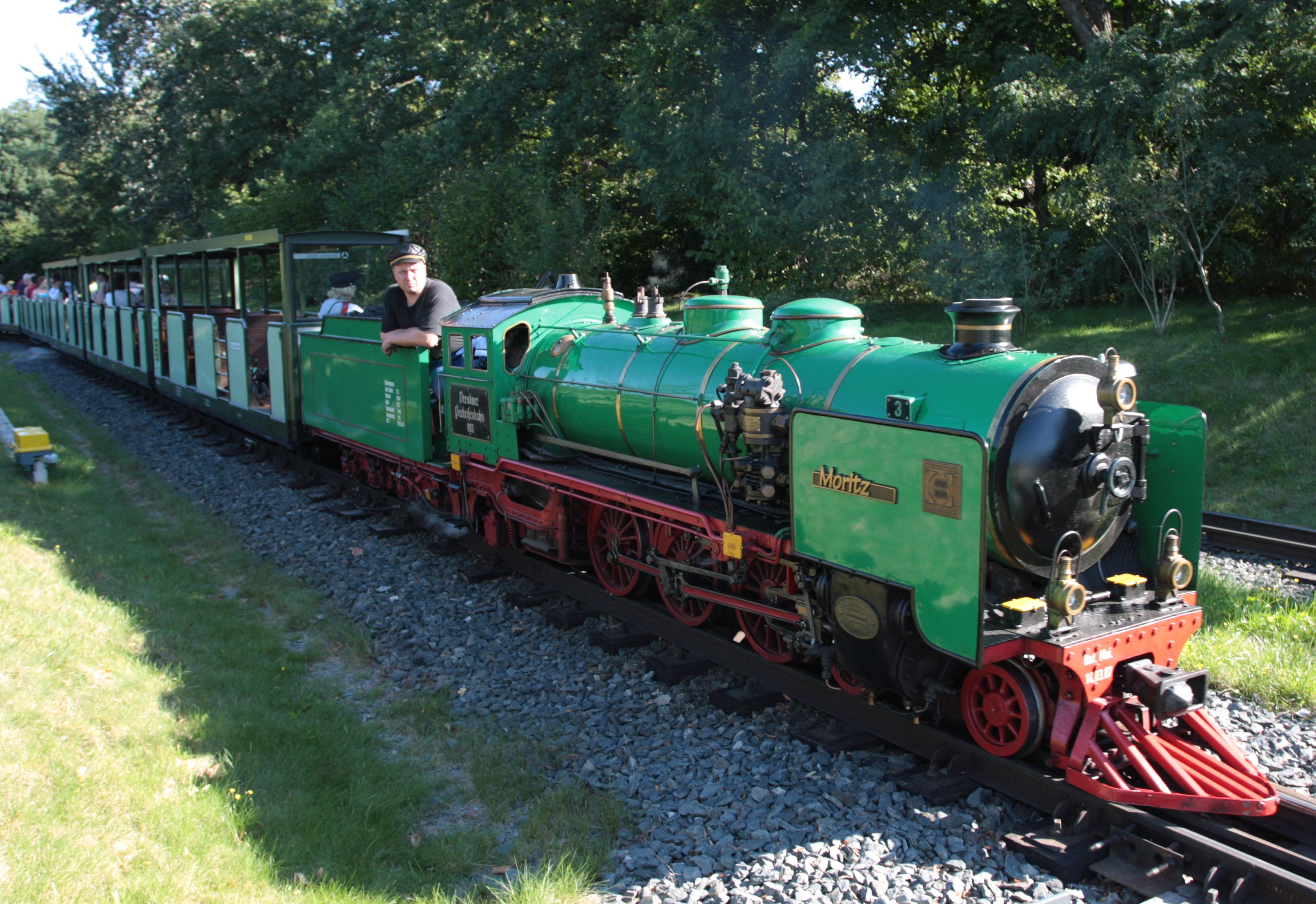
Parní lokomotiva Mořic

Park Großer Garten s plánem železnice

Drážďanská parková železnice (Dresdner Parkeisenbahn) je úzkorozchodná dráha nacházející se v parku Velká zahrada (Großer Garten) v saských Drážďanech. V dobách NDR byla známá jako pionýrská dráha (Pioniereisenbahn). Dráha je v provozu od dubna do října. Během prosince se koná několik zvláštních jízd. Na jejím provozu se podílí děti a mládež, posty strojvůdce a přednosty stanice však samozřejmě zůstávají vyhrazeny dospělým.
1. června 1950 byla v parku Großer Garten pro děti zprovozněna 1,3 km dlouhá jednokolejná dráha o rozchodu 381 mm, která vedla z náměstí Straßburger Platz (tehdy Fučíkplatz) k městské zoo. Na 1. máje roku 1951 byla slavnostně znovuotevřena jako pionýrská dráha, ve stejném roce byly vybudovány další kilometry kolejí. Koncem devadesátých let muselo být z důvodu výstavby továrny koncernu Volkswagen, známé jako Gläserne Manufaktur, přemístěno nádraží u náměstí Straßburger Platz. Celková délka tratě v současné době činí 5,6 kilometru.
Součástí vozového parku jsou dvě parní a dvě elektrické lokomotivy. Parní lokomotivy 001 „Lisa“ a 003 „Moritz“, nesoucí výrobní čísla 8351 a 8353, byly vyrobeny mnichovskou firmou Krauss & Co AG v roce 1925. Lokomotivy stejné řady jsou provozovány v Lipsku (002 s výrobním číslem 8352), Vídni a Stuttgartu. Elektrické lokomotivy byly vyrobeny v letech 1962 (EA01) a 1982 (EA02), s nabitým akumulátorem vydrží v provozu celý den. Vozový park dále obsahuje téměř 40 vagonů a také sněhový pluh, využívaný pro mikulášské jízdy.

## Stanice a zastávky
- Am Straßburger Platz, dříve „Frohe Zukunft (Fučíkplatz)“, česky „Radostná budoucnost (Fučíkovo náměstí)“. Nejsnáze dosažitelná stanice, na které nastupuje většina cestujících.
- Zoo, dříve „Freundschaft (Zoo)“, česky „Přátelství“. Leží u zadního vchodu drážďanské zoologické zahrady. Poblíž nádraží se nachází lokomotivní depo a odstavné koleje. Součástí depa je i vodní jeřáb, u kterého parní lokomotivy dvakrát až třikrát denně doplňují vodu.
- Bahnhof Carolasee, dříve „Frieden (Carolasee)“, česky „Mír“
- Karcherallee, dříve „Einheit (Karcherallee)“, česky „Jednota“
- Palaisteich, dříve „Aufbau (Palaisteich)“, česky „Budování“